# تشيلسي موسم 2012–13
كان موسم 2012–13 هو الموسم التنافسي الـ99 لنادي تشيلسي لكرة القدم، والموسم الرابع والعشرون على التوالي في الدوري الإنجليزي الممتاز، والموسم الحادي والعشرون على التوالي في الدوري الإنجليزي الممتاز، والعام الـ107 منذ وجوده كنادي كرة قدم. أدى فوز تشيلسي بدوري أبطال أوروبا 2011–12 لأول مرة في تاريخه إلى تأهله لكأس السوبر الأوروبي وكأس العالم للأندية، على الرغم من أنه من خلال احتلاله المركز الثالث في مجموعته في دوري أبطال أوروبا، تنافس تشيلسي في الدوري الأوروبي لأول مرة منذ موسم 2002–03 – المعروف آنذاك باسم كأس الاتحاد الأوروبي.
في 13 يونيو 2012، وقع روبيرتو دي ماتيو عقدًا لمدة عامين، ليصبح بذلك المدير الدائم لتشيلسي،  بعد تعيينه مديرًا مؤقتًا بعد إقالة أندريه فيلاش-بواش خلال موسم 2011–12.  ومع ذلك، في 21 نوفمبر 2012، أقيل دي ماتيو  بعد خسارة 3–0 خارج أرضه أمام يوفنتوس في دوري أبطال أوروبا، وخلفه رافائيل بينيتيز كمدرب مؤقت حتى نهاية الموسم.  في 15 مايو 2013، فاز تشيلسي بأول ألقابه والوحيدة هذا الموسم، بفوزه في نهائي الدوري الأوروبي ضد نادي بنفيكا البرتغالي. أنهوا موسم الدوري الإنجليزي الممتاز في المركز الثالث.
كان هذا الموسم هو الأول منذ موسم 2003–04 بدون ديدييه دروغبا والأول منذ موسم 2006–07 بدون نيكولا أنيلكا، حيث انضم كلاهما إلى شانغهاي شينهوا.